# San José de Chiquitos (gemeente)
San José de Chiquitos is een gemeente (municipio) in de Boliviaanse provincie Chiquitos in het departement Santa Cruz. De gemeente telt naar schatting 40.687 inwoners (2018). De hoofdplaats is San José de Chiquitos.